# El destino se disculpa
El destino se disculpa és una pel·lícula espanyola del 1945 dirigida per José Luis Sáenz de Heredia, considerada un dels seus grans assoliments per la crítica, basada en la novel·la del periodista i humorista de la Corunya Wenceslao Fernández Flórez, autor del guió.

## Sinopsi
Es tracta d'una faula escrita pel Destí. Ramiro i Teófilo són grans amics i comparteixen inquietuds que els uneixen en les seves desventures. Els seus intents de triomf artístic fracassen i un dia Ramiro, el més descontent, li proposa al seu amic que el primer dels dos que mori ha d'ocupar-se de l'altre per a guiar-li en la seva vida. Però Teófilo és el que mor accidentalment i Ramiro es fa ric amb la loteria. Malgrat els consells del seu amic, Ramiro acaba arruïnant-se per intentar guanyar-se l'amor d'Elena.

## Repartiment
- Rafael Durán - Ramiro Arnal
- María Esperanza Navarro - Valentina
- Milagros Leal - Benita Arnal
- Fernando Fernán Gómez - Teófilo Dueñas
- Mary Lamar - Elena Losada
- Nicolás D. Perchicot - El Destí
- Gabriel Algara - Marquès
- Manolo Morán - Rufino Quintana

## Premis
El 8 d'octubre de 1945 la pel·lícula va aconseguir un premi econòmic de 100.000 ptes, als premis del Sindicat Nacional de l'Espectacle de 1945.